# Biblioteka Główna Uniwersytetu Komisji Edukacji Narodowej w Krakowie
Biblioteka Główna Uniwersytetu Komisji Edukacji Narodowej w Krakowie – centralna biblioteka uczelniana, utworzona w 1946 roku, która wraz z bibliotekami wydziałowymi i instytutowymi tworzy system biblioteczno-informacyjny Uniwersytetu Komisji Edukacji Narodowej w Krakowie.

## Historia
Nazwa Biblioteki Głównej zmieniała się wraz ze zmianą nazwy Uczelni:
- Biblioteka Główna Wyższej Szkoły Pedagogicznej im. Komisji Edukacji Narodowej 1946 – 1999
- Biblioteka Główna Akademii Pedagogicznej im. Komisji Edukacji Narodowej 1.10.1999 – 2008
- Biblioteka Główna Uniwersytetu Pedagogicznego im. Komisji Edukacji Narodowej od 20.11.2008
- Biblioteka Główna Uniwersytetu Komisji Edukacji Narodowej w Krakowie od 1.10.2023[2]

- 1946 – Powstanie Wyższej Szkoły Pedagogicznej a przy niej Biblioteki Głównej.
- 1964 – Utworzenie funkcjonującej do dziś struktury organizacyjnej systemu biblioteczno-informacyjnego, w skład którego wchodzą: Biblioteka Główna, biblioteki instytutowe. Biblioteka Główna pełni rolę biblioteki centralnej, odpowiedzialnej za prenumeratę czasopism, zakupy dewizowe, wymianę publikacji i sprawozdawczość.
- 1974 – Przeniesienie Biblioteki z pomieszczeń przy ul. Straszewskiego do nowego budynku przy ul. Podchorążych.
- 1993 – Początek prac związanych z komputeryzacją biblioteki. Utworzenie Zespołu ds. Komputeryzacji. Uruchomienie dostępu do internetu.
- 1996 – Rozpoczęcie elektronicznego katalogowania druków zwartych.
- 1997 – Uruchomienie w systemie VTLS/Virtua  katalogu elektronicznego Biblioteki Głównej. Otwarcie Mediateki – informatorium funkcjonującego w oparciu o elektroniczne źródła informacji.
- 1999 – Rozpoczęcie elektronicznego katalogowania wydawnictw ciągłych.
- 2000 – Uruchomienie modułu elektronicznego zamawiania i wypożyczania zbiorów.
- 2005 – Uruchomienie systemu elektronicznej inwentaryzacji księgozbioru.
- 2006 – Inauguracja Pedagogicznej Biblioteki Cyfrowej, współtworzonej z Instytutem Informacji Naukowej i Bibliotekoznawstwa, Pedagogiczną Biblioteką Wojewódzką w Krakowie i Książnicą Pedagogiczną w Kaliszu
- 2014 – Uruchomienie nowego modułu wypożyczeń VTLS/Chamo. Wprowadzenie do oferty wypożyczeń czytników e-książek.

## Charakterystyka zbiorów
Biblioteka Główna UKEN w Krakowie jest najstarszą i największą biblioteką uczelnianą o profilu pedagogicznym w Polsce. Księgozbiór biblioteki ma charakter uniwersalny, ze szczególnym uwzględnieniem książek z dziedziny pedagogiki, psychologii i metodyki nauczania poszczególnych przedmiotów. W zbiorach biblioteki znajduje się szereg rzadkich wydawnictw XIX i XX-wiecznych, oraz m.in. Ianua aurea reserata quatuor linguarum Jana Amosa Komeńskiego z 1640 r., De Civilitate om rum puerilium (1690) Erazma z Rotterdamu również z 1640 roku. Starsze zbiory dotyczące pedagogiki są systematycznie digitalizowane.

## System biblioteczno-informacyjny

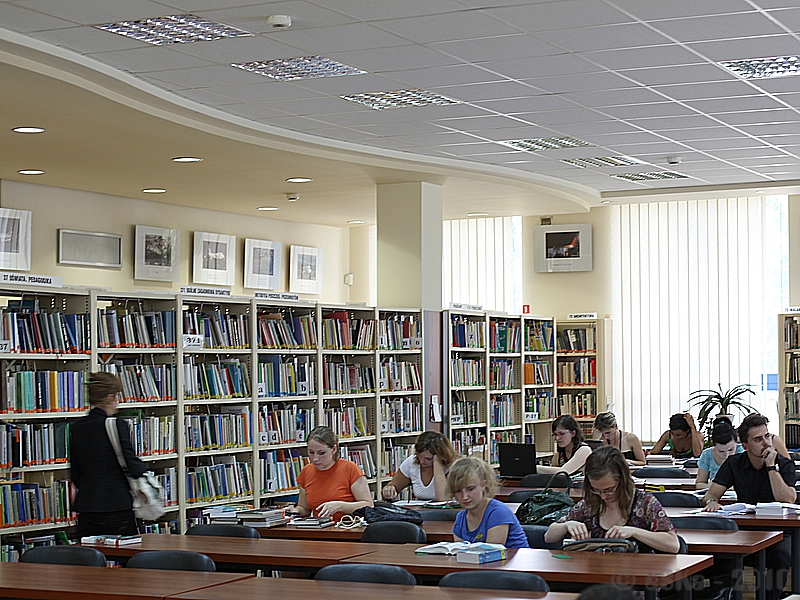
Czytelnia Główna Biblioteki Uniwersytetu Komisji Edukacji Narodowej w Krakowie

System biblioteczno-informacyjny tworzą:
- Biblioteka Główna
- Biblioteka Filologii Angielskiej
- Biblioteka Geograficzno-Biologiczna
- Biblioteka Nauk Społecznych
- Biblioteka Nauk o Sztuce
- Biblioteka Neofilologii
  - Sekcja romańska
  - Sekcja rosyjska i germańska
- Biblioteka Pedagogiki i Psychologii
  - Kolekcja Pedagogika Społeczna

## Oferta
- Pedagogiczna Biblioteka Cyfrowa – umożliwia dostęp do materiałów głównie z pedagogiki i nauk pokrewnych. Obejmuje m.in. monografie, podręczniki, druki XIX i XX-wieczne, wybrane publikacje  Wydawnictwa Naukowego UKEN i materiały konferencyjne. PBC udostępnia dokumenty zgodnie z ustawą o prawach autorskich:
  - bez ograniczeń w internecie (w domenie publicznej),
  - z ograniczeniami do terminali znajdujących się na terenie UKEN,
  - na hasło po podpisaniu umowy licencyjnej z twórcami dokumentu.

- Repozytorium Uniwersytetu Komisji Edukacji Narodowej – zawiera publikacje naukowe oraz inne materiały związane z działalnością naukową pracowników Uniwersytetu Komisji Edukacji Narodowej. Celem repozytorium jest gromadzenie i upowszechnienie dorobku naukowego pracowników oraz promowanie badań naukowych prowadzonych na Uniwersytecie Komisji Edukacji Narodowej[4]

- EDUKATOR – multidziedzinowa baza danych zawierająca opisy bibliograficzne fragmentów książek, artykułów z czasopism, recenzji zamieszczanych w książkach i czasopismach, książek. Baza ta zawiera dokumenty z zakresu pedagogiki, psychologii, literatury pięknej, bibliotekoznawstwa, socjologii i  tworzona jest w oparciu o zbiory Biblioteki Głównej Uniwersytetu Komisji Edukacji Narodowej w Krakowie

- Bibliografia Publikacji Pracowników Uniwersytetu Komisji Edukacji Narodowej – rejestruje publikacje pracowników i doktorantów Uczelni

- Katalog Prac Doktorskich obronionych na Uniwersytecie Komisji Edukacji Narodowej[5]